# ألان ستانلي
ألان ستانلي هو لاعب هوكي الجليد كندي، ولد في 1 مارس 1926 في تيمينز في كندا، وتوفي في 18 أكتوبر 2013 في Bobcaygeon ‏ في كندا.

## وصلات خارجية
- ألان ستانلي على موقع دوري الهوكي الوطني (الإنجليزية)
- ألان ستانلي على موقع EliteProspects.com (الإنجليزية)
- ألان ستانلي على موقع HockeyDB.com (الإنجليزية)
- ألان ستانلي على موقع Hockey-Reference.com (الإنجليزية)
- ألان ستانلي على موقع IMDb (الإنجليزية)